# Skarżysko-Kamienna
Skarżysko-Kamienna ist eine Mittelstadt in Polen in der Woiwodschaft Heiligkreuz.

## Geografie
Skarżysko-Kamienna liegt in den Niederungen des Flusses Kamienna, 32 km nördlich von Kielce, 35 km südlich von Radom sowie 140 km südlich von Warschau und 140 km südöstlich von Łódź.

### Geografische Lage
Die Stadt ist Eisenbahnknoten (Bahnstrecken Warschau–Krakau und Łódź–Dębica) mit Rangierbahnhof und liegt an der Europastraße 77, die Danzig mit Budapest verbindet.

## Geschichte
1173 gab es im Dorf Milica, heute ein Teil der Stadt, eine Versammlung der Ritter, geleitet von Herzog Kasimir dem Gerechten. Im 13. Jahrhundert wurde das Dorf Skarżysko erstmals erwähnt. Ein wichtiger Faktor für die Entwicklung der Stadt waren die Erzvorkommen der Umgebung. 1883 wurde die Gegend an das Schienennetz angebunden und der Ort Bzin erhielt eine Bahnstation. Dies führte zu einem Aufschwung der Industrie, vor allem der Gießerei und der Emailleproduktion. 1911 wurde die Siedlung Kamienna eine selbständige Gemeinde. 1922 wurde der Aufbau der Waffenfabrik Państwowa Fabryka Amunicji „MESKO“ beschlossen. Am 22. Dezember 1922 wurde durch den polnischen Ministerrat beschlossen, der Gemeinde das Stadtrecht zu verleihen, das ihr mit Wirkung zum 1. Januar 1923 durch Premierminister Władysław Sikorski verliehen wurde. Im Jahr 1924 wurden die Gebäude der Waffenfabrik Mesko fertiggestellt, sie wurde zu einem wichtigen Wirtschaftsfaktor des Ortes. 1932 arbeiteten hier 2760 Menschen, 1936 mehr als 3000 und 1939 mehr als 4500, 1976 23.000 und 2004 1200.
1928 erhielt die Stadt ihren heutigen Namen Skarżysko-Kamienna. Im selben Jahr wurde das Energieunternehmen Zakłady Energetyczne Okręgu Radomsko-Kieleckiego (ZEORK) gegründet.
Zum Beginn des Zweiten Weltkriegs wurde die Stadt von den Deutschen besetzt. Der Ort war danach ein wichtiges Versorgungslager für den polnischen Untergrund mit Waffen und Munition. Weiterhin kam es zu zahlreichen Erschießungen, im Januar 1940 von 360 Menschen, fünf Monate später von 760 Menschen. 1941 wurden zahlreiche jüdische Einwohner Skarżysko-Kamiennas erschossen. Ein Jahr später wurde das Arbeitslager A eingerichtet, das zugleich als Judenlager fungierte. Daneben bestanden noch die Lager B und C, die gleichfalls zur HASAG gehörten. Arbeiter, die als nicht mehr arbeitsfähig erachtet wurden, wurden in den Wäldern der Umgebung vom Werkschutz erschossen. Am 1. August 1944 wurde das Lager geschlossen. Am 18. Januar 1945 erreichte die Rote Armee die Stadt.
Mit dem Ende des Sozialismus stieg die Arbeitslosigkeit und erreichte 1993 mit 5184 ihren Höchststand.

## Politik

### Städtepartnerschaften
- Kawarna (Bulgarien)
- Stafford (Großbritannien)
- Schmerinka (polnisch: Żmierinka) (Ukraine)

## Kultur und Sehenswürdigkeiten

### Museen
Das Weißer Adler Museum präsentiert eine Reihe von Militärgerät und ist das zweitgrößte dieser Art in Polen. Es sind Panzer, ein Torpedoboot, Flugzeuge und Ähnliches zu besichtigen.

### Bauwerke
- Sanktuarium „Matki Bożej Ostrobramskiej“, das dem Tor der Morgenröte in Vilnius nachempfunden ist
- Reste eines alten Hochofens vom Ende des 18., Anfang des 19. Jahrhunderts
- Fabrikantenhaus, errichtet 1836–1838

## Persönlichkeiten

### Ehrenbürger
- Włodzimierz Sedlak (1911–1993), Ehrenbürgerschaft im Mai 1991
- Edward Materski (1923–2012), Bischof,  Ehrenbürgerschaft am 25. November 1997
- Antoni Heda, Brigade-General, Mitglied der Armia Krajowa, Ehrenbürgerschaft am 12. Oktober 2001

### Söhne und Töchter der Stadt
- Antoni Matla (1912–1987), Schlosser und vier Jahre Abgeordneter der PZPR
- Marek Ungier (* 1953), 1995 bis 2004 Minister-Staatssekretär in der Kanzlei des Präsidenten Aleksander Kwaśniewski
- Eugeniusz Józefowski (* 1956), Professor an der Adam-Mickiewicz-Universität Posen
- Marzena Okła-Drewnowicz (* 1972), Soziologin und Politikerin
- Krzysztof Ratajski (* 1977), Dartspieler
- Mateusz Kornecki (* 1994), Handballspieler
- Daria Pikulik (* 1997), Radrennfahrerin
- Wiktoria Pikulik (* 1998), Radrennfahrerin

### Weitere Persönlichkeiten, die mit der Stadt in Verbindung stehen
- Georg Frank (1907–1944), deutscher Fußballspieler, hier im Zweiten Weltkrieg umgekommen
- Leopold Staff (1878–1957), polnischer Dichter, hier gestorben

## Sonstiges
- Auf dem Unternehmensgelände von „Mesko“ wurden einige Szenen von Steven Spielbergs Film Schindlers Liste gedreht; viele Einwohner spielten als Statisten mit.